# Jiří Bruntálský z Vrbna
Jiří Bruntálský z Vrbna (německy Georg von Wrbna und Freudenthal, 1570, zřejmě Helfštýn – polovina roku 1622, Špilberk) byl moravský šlechtic z rodu Bruntálských z Vrbna, majitel panství Lipník nad Bečvou a Helfštýn. Podílel se na českém stavovském povstání jakožto člen moravského direktoria, během kterého vykonával úřad moravského nejvyššího sudího. Po porážce povstání byl uvržen do žaláře v brněnské pevnosti Špilberk, kde následujícího roku během čekání na rozsudek na následky věznění zemřel.

## Životopis

### Mládí

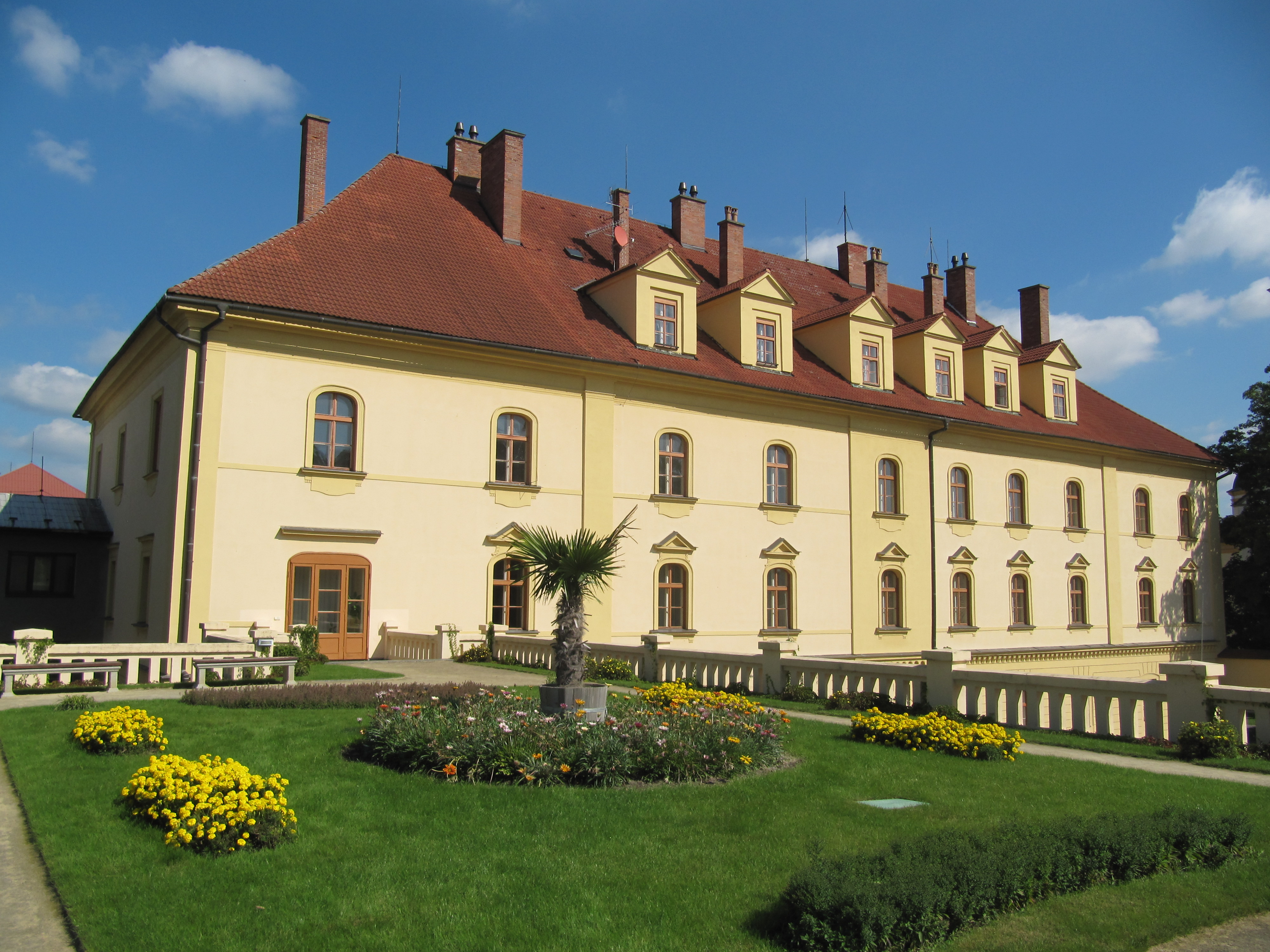
Zámek Lipník nad Bečvou

Narodil se patrně na hradě Helfštýn jako syn majitele panství Lipník a Helfštýn Hynka Bruntálského z Vrbna (1534–1597) a jeho první manželky Rebeky. Otec, luterán, v letech 1590–1594 vykonával úřad moravského zemského hejtmana.
V mládí se věnoval vojenské službě, ale také se věnoval studiím ve Francii a Itálii. Po svém návratu se v roce 1596 stal hejtmanem Olomouckého kraje a v témže roce převzal po smrti svého otce rodová panství Helfštýn a Lipník. Nadále pokračoval v budování rodinného sídelního lipnického zámku.
Když se v roce 1587 uvolnil polský trůn, doprovázel jako číšník arcivévodu Maxmiliána do Polska, který byl jedním z nejvážnějších kandidátů. Nakonec se však většina polských stavů přiklonila k Maxmiliánovu nejvážnějšímu protivníkovi, švédskému princi Zikmundovi III. Prohabsburská menšina ovšem zvolila Maxmiliána a ten se rozhodl volbu přijmout a trůn si vybojovat. V září složil v Olomouci před vyslanci polské šlechty královský slib a vzápětí vpadl se slabou armádou do Polska. V lednu roku 1588 byl v následné bitvě u Byčiny Maxmilián poražen a společně s Jiřím Bruntálským zajat polským kancléřem Janem Zámojským.
Následně opakovaně působil jako císařský vyslanec u zemského hejtmana Jáchyma Haugvice, dále jako dvorní komisař pro správu uherských a polských hranic, jako komisař při olomouckém arcibiskupství.

### Stavovské povstání
Aktivně, i když zpočátku umírněně, se zapojil do moravské části stavovského povstání, avšak po svržení Martinice a Slavaty z oken Pražského hradu 22. května 1618 se připojil k povstalcům, kteří odmítali vládu císaře Ferdinanda II. a zvolili si nového krále, falckého kurfiřta Fridricha V. Jiří Bruntálský byl zvolen do moravského direktoria v této době se stal moravským nejvyšším sudím a defenzorem vzbouřených pánů jako zástupce u krále Fridricha.
Po porážce vzbouřených českých a moravských stavů v bitvě na Bílé hoře uprchl do Německa, kde se doslechl o uvěznění řady osobností z řad českého vedení povstání. Jelikož byla řada moravských povstalců zpočátku ponechána bez postihu, vrátil se Jiří Bruntálský zpět na Moravu. Při své cestě do Brna zde byl však 28. března 1621 zatčen a uvězněn v brněnské pevnosti Špilberk. Spolu s dalšími devatenácti moravskými šlechtici, spolu mj. s Václavem Molem z Modřelic, byl označen jako strůjce povstání na Moravě s reálnou hrozbou trestu smrti, který byl vykonán u 27 českých šlechticů při popravě na Staroměstském náměstí. O obdobné popravě se pak uvažovalo také v Brně.
Jiří Bruntálský z Vrbna zemřel v polovině roku 1622 ve vězení na Špilberku.

### Po smrti
Devatenácti obviněným byl během tribunálu 3. listopadu 1622 na Staré brněnské radnici trest zmírněn na doživotní vězení. Rodinný majetek, lipnické a helfštýnské panství, pak v rámci následných konfiskací připadly do majetku moravského místodržitele a olomouckého biskupa Františka kardinála z Ditrichštejna. Vdova po Jiřím Helena si směla ponechat pouze malý statek Kvasice, s příslibem, že konvertuje i s dětmi ke katolictví.

### Rodinný život
Jiří Bruntálský z Vrbna byl dvakrát ženat. Jeho první manželkou byla Bohunka z Žerotína, jejich jediným synem byl Jan Bruntálský z Vrbna, který se stal jezuitou a dceru Jitku Rebeku Eleonoru, která se později provdala za diplomata Jana Maxmiliána hraběte z Lambergu.
Jeho druhou manželkou pak byla Helena (Alena) z Eitzungu (?–1651), s níž měl jedinou dceru Annu Alžbětu, později provdanou za Jana Bernharda hraběte z Kunovic.
Po smrti Jiřího se v roce 1626 Helena provdala za Jana z Rottalu, moravského místodržícího a nejvyššího zemského komorníka.